# Richard Lorentz
Richard Julius Lorentz, född 17 januari 1900 i Nykyrka, död 23 november 1963 i Andalusien, var en finländsk militär. 
Lorentz deltog i finska inbördeskriget 1918 som frivillig och tjänstgjorde först inom armén, men övergick 1925 till flygvapnet och tjänstgjorde i Uttis, där han 1934 blev chef för jaktflygdivisionen 34. Han var under 1930-talet en banérförare för jaktflyget, men förmådde inte förhindra sina överordnades ensidiga satsning på bombflyg. Han blev överste 1941 och hade som koordinerare av flygvapnets och marktruppernas operationer en betydande andel i att den ryska storoffensiven på Karelska näset kunde hejdas sommaren 1944. Efter kriget var han bland annat inspektör för luftstridskrafterna 1944–1949; han avgick ur aktiv tjänst 1950. 